# Древнееврейская литература
Древнееврейская литература — литература на древнееврейском языке.

## Первый период
Охватывает время до разрушения первого Храма. Когда ассиро-вавилоняне покорили Святую Землю, евреи уже обладали довольно обширной литературой. У них была Тора; были книги Иисуса Навина, Судей израильских, пророка Самуила и Царств, нуждавшиеся, может быть, только в окончательной редакции; были сборники речей некоторых пророков (Амоса, Осии, Исаии, Михея, Аввакума), изречения мудрых и религиозные песни (Псалмы). В дошедших до нас книгах Ветхого Завета упоминаются ещё различные сочинения, которые до нас не дошли, например два сборника эпических поэм, разные пророческие писания, несколько исторических сочинений, царские летописи, жизнеописания знаменитых людей. По всей вероятности, некоторые из них существовали ещё в IV веке до н. э., и ими пользовался составитель книг Паралипоменон.

## Второй период
Начинается с разрушения первого Храма. По возвращении евреев из вавилонского плена изучение священных книг было поставлено на твёрдые основы Ездрой и Неемией. Образованный ими кружок писцов поставил себе задачей изготовлять множество списков Моисеева закона и распространять их в народе. Мало-помалу в этой среде выработалось убеждение, что форма, выражение и содержание божественных книг одинаково важны и дают наставления и указания, пригодные для всех времён и отношений. Если что-нибудь касающееся религиозной, гражданской и общественной жизни не выражено ясно в Писании, то на это должен в нём находиться по крайней мере соответствующий намёк. Этот способ толкования был назван мидрашом («исследование Священного Писания»). Чтобы найти в Священном Писании твёрдое основание для обычаев и религиозных воззрений, поступали в течение столетий по известным правилам, которые долго не были с точностью определены. Только Гилель (около 30 года до н. э.) установил семь неизменных правил (мидот) герменевтики. Полтораста лет спустя рабби Измаил, современник преследований Адриана, увеличил их число до тринадцати. Цель исследования Священного Писания была так же своеобразна, как и метод. Когда при изучении Писания дело шло о правилах совершения обрядов и о других религиозных предписаниях, равно когда дело касалось вопросов гражданского и уголовного права (вся юриспруденция составляла у евреев, как и у магометан, часть богословской науки) — это значило заниматься галахой (букв. «ход, шествование»); когда изучались повествовательные части, Библии или речи пророков, то это значило заниматься агадой («сказание»). Под этим последним названием разумеется аллегорически-легендарное толкование Священного Писания, а также учение о нравственности, благочестии, отношениях человека к Богу. Есть сочинения чисто галахического содержания, другие — исключительно гаггадического; содержание обоих талмудов — смешанное. Галахическая литература имеет интерес главным образом для одних евреев, аггадическая же, напротив, имеет общий интерес, так как много встречающихся в ней легенд, изречений, поучений и религиозных воззрений усвоены христианством и исламом и этим путём сделались общим достоянием цивилизованного человечества. Устный закон запрещено было записывать; традиция должна была передаваться из уст в уста. Язык, употреблявшийся в школах, был еврейский, но с примесью арамейских, греческих и латинских выражений, чем он и отличается от языка Священного Писания. К тому же времени следует отнести появление новоеврейского языка, с его разнообразными формами. Кто понимает Библию, может оказаться не в состоянии понять Мишну (древнейший после Библии сборник законов), а кто понимает Мишну, тот с трудом поймёт Талмуд вавилонский и ещё с бо́льшим трудом — Талмуд иерусалимский. Кто понимает Талмуд, тот ещё не может быть уверен, что это поможет ему понимать сочинения философские и каббалистические.
В составленной рабби Иехудой ха-Насси (последним из таннаимов, учителей фарисейского направления) Мишне собраны и распределены по отделам и трактатам те толкования и дополнения к писанному закону, которые служили руководством в религиозной практике. Мишна отнюдь не должна, однако, считаться сборником законов в общепринятом смысле, в большинстве случаев в ней приводятся и ставятся рядом различные мнения древних законоучителей, без указания окончательного решения. Лишь в позднейшее время преподаны были правила о том, как следует поступать при наличности подобных разногласий. Из числа других древних сочинений Тосефта представляет собою сборник, составленный на тех же основах и в той же форме, как и Мишна, а Мехилта, Сифра и Сифре показывают, как возник в каждом отдельном случае устный закон из закона писанного — прямо ли из текста или опираясь на намёк в нём. Они составляют как бы непрерывный галахический и аггадический комментарий к Священному Писанию: дошедшая до нас часть Мехилты — к книге Исхода, Сифра — к книге Левит, а Сифре — к книге Числа и Второзаконию.
По заключении Мишны, её стали объяснять в школах вместе со Священныя Писанием, стараясь привести её к её источнику — к Библии или к более древним, действительным или предполагаемым, традициям. Тосефта, Мехилта, Сифра, Сифре и другие подобные произведения, которые либо совсем не дошли до нас, либо дошли лишь в отрывках, также сделались предметом исследования. Все суждения, высказанные амореями (амораим — объясняющие) при изучении Мишны и подобных ей сочинений в течение 300 лет в высших школах Палестины и Вавилонии, а также все мнения, выраженные во время прений, — всё это собиралось и заносилось в сборник, составляющий нечто вроде хаотического собрания протоколов; этот сборник представляет собою Талмуд. Труд амореев называется Гемарой, которая есть род комментария на Мишну; Мишна и Гемара вместе составляют Талмуд. Мишна только одна, Гемар же — две, иерусалимская и вавилонская. Последняя постепенно получила и по настоящий день сохраняет за собой руководящее значение для евреев.
В Талмуде, как в зеркале, отражается вся жизнь еврейского народа в течение 600—700-летнего периода. В нём подвергается рассмотрению всё — великое и малое, важное и неважное, в самом пёстром разнообразии. Остроумные толкования Священного Писания сменяются астрономическими и естественноисторическими сведениями, серьёзные соображения — сказками, анекдотами и легендами. В Талмуде фигурируют имена более 1500 учёных. Читателя поражают самые непримиримые противоречия, потому что здесь поставлены рядом мнения и взгляды лиц, живших в разное время, в разных странах, в различных политических и социальных положениях и условиях. Один раввин, например, жил во время гонений императора Адриана, имевших целью истребление еврейского народа и искоренение его религии. Сердце этого раввина, понятно, было переполнено ненавистью ко всему языческому миру, представителями которого, в его глазах, являлись римляне. Другой раввин жил в Вавилонии, во время первых Сасанидов, когда положение евреев было весьма благоприятное; конечно, он выражается о персах очень благоприятно и требует, чтобы евреи обращались с ними по-братски. Третий раввин, живший тоже в Персии, но в другое время, когда маги выступили агрессивно против еврейской религии, а цари выказывали расположение к преследованию иноверцев, говорит о персах совершенно иначе. В начале II столетия, раввинами в Палестине установлены были против еврейско-христианских гностических сект весьма строгие меры, имевшие целью отделить от них евреев (про настоящих христиан, вне Палестины, евреям почти ничего тогда не было известно; некоторые из них утверждали даже, что за пределами Палестины вовсе нет христиан). Еврейско-христианские гностики проповедовали дуализм, отвергали учение об откровении и часто своим поведением оскорбляли общественную нравственность.
Во второй половине того же столетия, когда среди тех же иудейских христиан взяло верх другое, лучшее направление, враждебные постановления были забыты, и мы видим раввинов, мирно и дружелюбно имеющих общение с иудейскими христианами. Объяснение противоречий встречается в Талмуде преимущественно тогда, когда два противоположных мнения приписываются одному и тому же лицу. В этом безграничном хаосе окончательное решение спорных вопросов, в громадном большинстве случаев, совсем отсутствует. Когда, вследствие гонений, вспыхнувших в V столетии, многие еврейские учителя были казнены, высшие школы закрыты, а собрания учителей и слушателей запрещены, дальнейшее приведение в порядок учебного материала было насильственно прервано. Хранение этого хаотического собрания протоколов предоставлено было сначала одной памяти учёных; записано оно было лишь гораздо позднее, но когда именно — неизвестно. Живший во второй половине XI столетия рабби Самуил ибн-Нагдилл сообщает, что учёный еврей из Вавилонии, Натронаи, написал для испанских евреев, в VIII или IX столетии, весь Талмуд по памяти. Легко можно себе представить, сколько при таких условиях могло быть внесено в Талмуд чужого и сколько изменено. Что в Талмуде есть много позднейших прибавок, — в этом согласны все критики, это допускается отчасти даже правоверными евреями. Авторитетные голоса утверждают, что места в Талмуде, приводимые анонимно или без указания источников, суть позднейшие прибавки.
Текст Гемары написан на арамейском наречии, которое, со времени Иисуса Христа, сделалось на берегах Иордана и Евфрата, в более или менее изменённом виде, родным языком для евреев. Язык обоих Талмудов весьма важен для изучения семитических языков и для языковедения вообще. Здесь видно, как из единичных, самостоятельных слов образуются новые грамматические формы, из старых, с именами существительными связанных частиц — новые частицы; как путём различных процессов составляются новые сложные слова; как происходит разложение корней. Язык этот важен ещё в том отношении, что он представляет степень развития более новую, чем древнесирийский, и более древнюю, чем новосирийский язык. Из того, каким путём шли новые языкообразования, можно сделать обратное заключение о том, как постепенно образовались и развивались древние семитические языки, арабский и еврейский. 
Рядом с обеими Гемарами сохранились, на тех же арамейских наречиях, ещё другие литературные произведения. Когда понимание народом древнееврейского языка стало ослабевать, возник обычай каждую прочитанную из подлинника священной книги фразу тут же переводить на местное арамейское наречие. Переложения впоследствии получили правильную форму и сохранились в дошедших до нас переводах Библии на арамейский язык (Таргумим). Перевод Библии на палестинский диалект приписывается ученику Гилеля, Ионафану бен-Узиелю, перевод же на вавилонский диалект — прозелиту Онкелосу. Позднее были переведены на арамейский язык также пророки и агиографы, за исключением кн. Даниила, Ездры и Неемии. В том виде, как эти переводы теперь существуют, древнейший из них относится не далее как к III веку до н. э., а самый новейший принадлежит гораздо более позднему времени.
Благодаря тому же богослужебному установлению появились в то время и литературные произведения еврейских авторов на греческом языке. Этот язык сделался родным для значительного числа евреев, поселившихся в Египте и проникшихся эллинской цивилизацией. Кроме перевода Священного Писания на греческий язык, известного под названием перевода 70 толковников, в Египте, со времени Маккавейских войн за свободу, образовалась обширная литература на греческом языке, поставившая себе задачей согласовать греческую мудрость с Божественным учением. Сюда относятся, например: апокрифические книги, приложенные к переводу 70 толковников; несколько исторических сочинений, содержащих историю еврейского народа или отдельных исторических личностей; поэтические творения, которые либо изображают, драматически или эпически, еврейскую историю, либо в прекрасных греческих стихах пропагандируют еврейскую мораль, оставляя в стороне специфически еврейские религиозные предписания (об обрезании, о праздниках и т. п.). Из числа учёных, кроме Аристовула, написавшего, как полагают, нечто вроде философского комментария к Пятикнижию Моисееву, достаточно назвать двух, наиболее известных: Филона и Иосифа Флавия (I веке н. э.). Филон исходил из той точки зрения, что учение Откровения должно непременно совпадать с высшими философскими истинами. Подобно священному иносказательному языку египтян, библейский рассказ, по его мнению, служит лишь оболочкой высочайшей мудрости. Слово Божие, создавшее вселенную, представлялось Филону таким дивным могуществом, что он считал его самостоятельной, свободно действующей силой. Иосиф Флавий описал войну евреев с римлянами, составил историю своего народа («Еврейские древности») и обнародовал остроумное сочинение в защиту евреев и еврейства против нападок Апиона и других тогдашних антисемитов. В средние века, за изящный и лёгкий слог, этих двух писателей называли: Филона — еврейским Платоном, а Иосифа Флавия — еврейским Ксенофонтом.